# Hans Albers
Hans Philipp August Albers (Hamburg, 22. rujna 1891. – Kempfenhausen Bavarska, 24. srpnja 1960.), bio je njemački pjevač i glumac. Slovi za najistaknutijeg njemačkog glumca u periodu od 1930. do 1945. godine. Također se smatra jednim od najvažnijih i najpopularnijih njemačkih glumaca dvadesetog stoljeća.